# Аудега (Смаллінгерланд)
Аудега (нід. Oudega) — село в нідерландській провінції Фрисландія. Входить до муніципалітету Смаллінгерланд.
Його площа становить 21,00 км², а населення станом на 2021 рік складало 1 675 осіб.
Перша згадка про населений пункт датується 1439 роком.

## Галерея

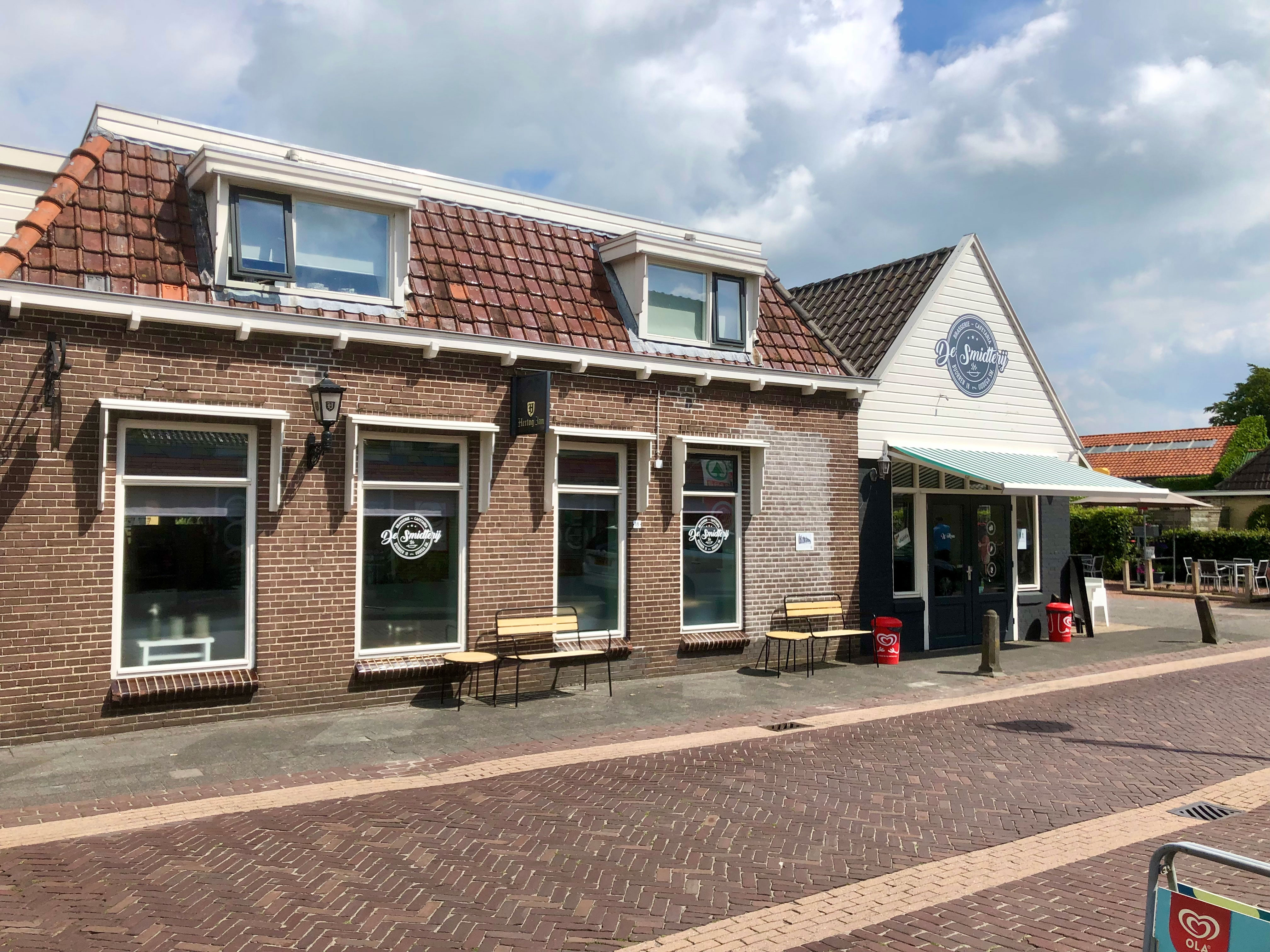
Будівля колишньої кузні
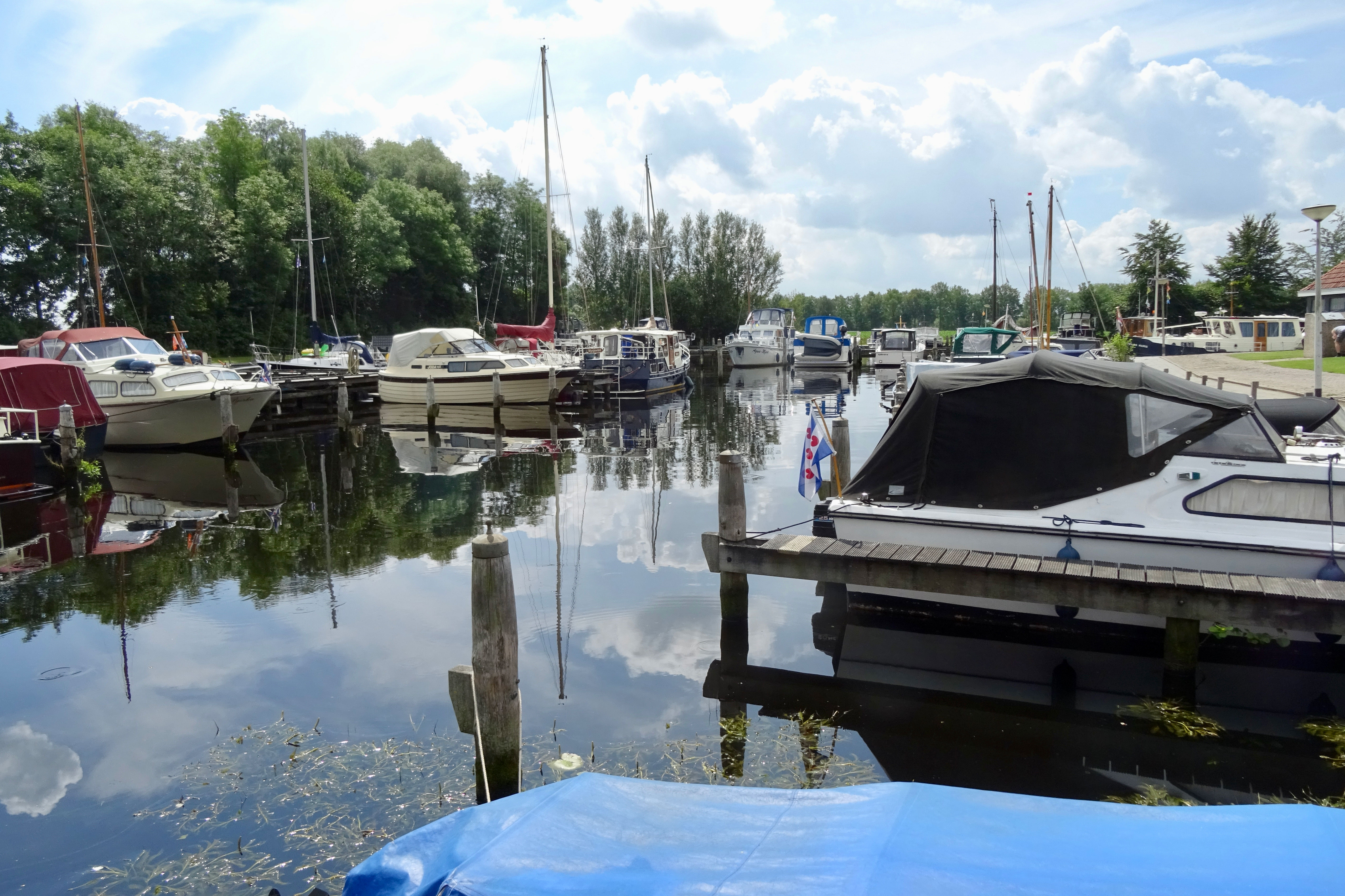
Гавань у селі
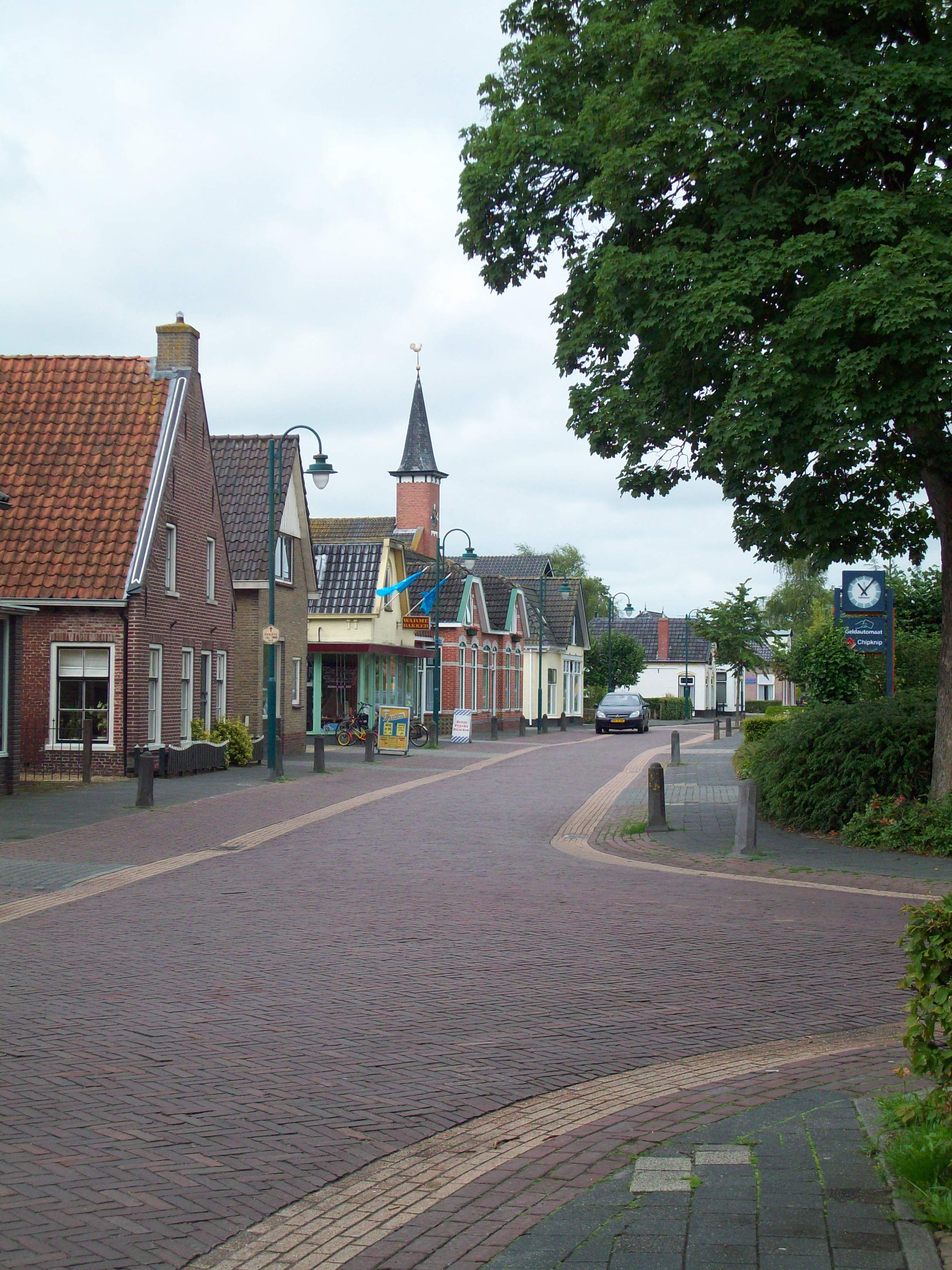
Вулична панорама
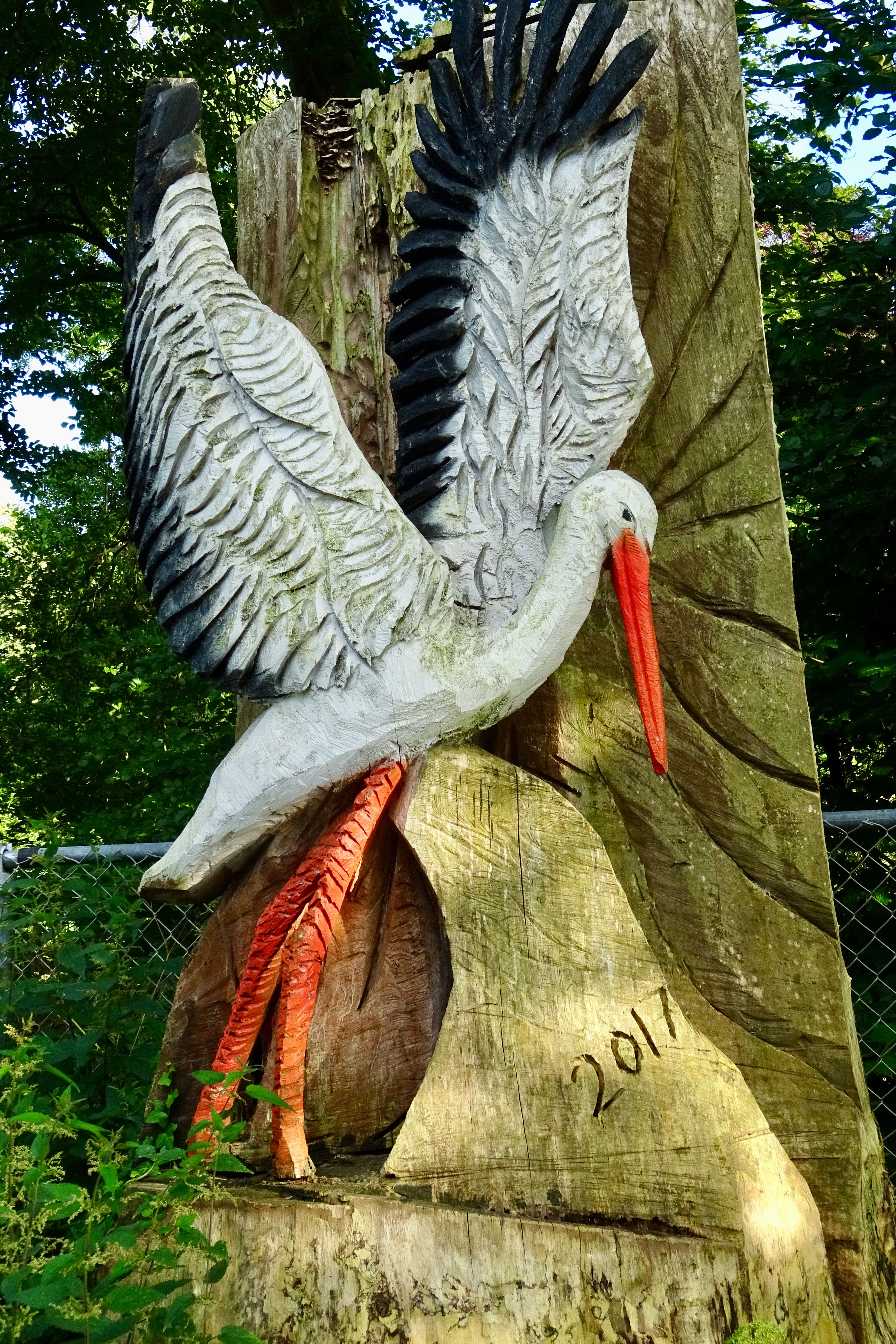
Статуя лелеки